# Rowan Blanchard

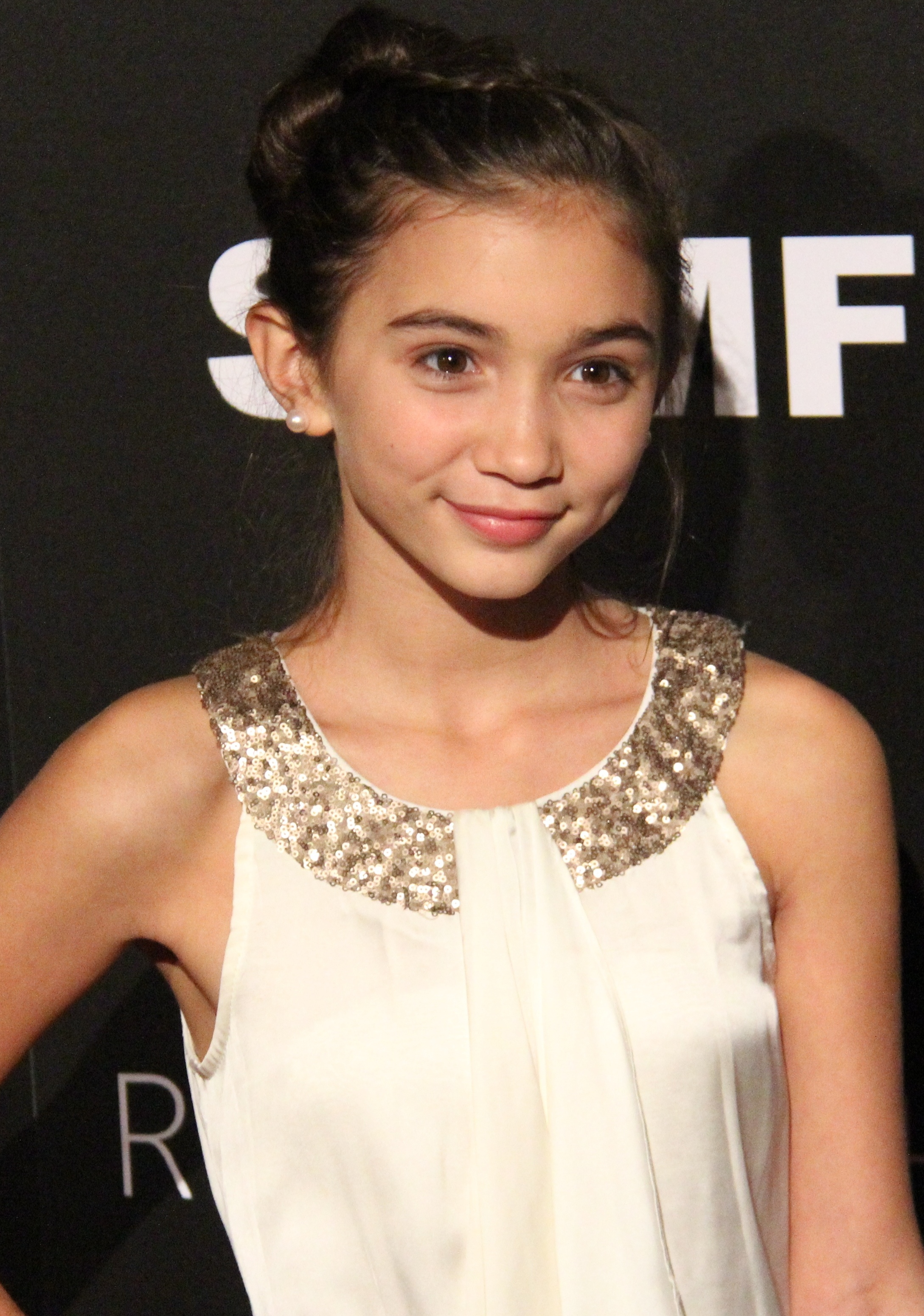
Rowan Blanchard (2013)

Rowan Blanchard (ur. 14 października 2001 w Los Angeles) – amerykańska aktorka, która wystąpiła m.in. w serialu Dziewczyna poznaje świat i filmie Pułapka czasu.

## Filmografia

### Filmy
- 2010: Plan B jako 7-letnia córka Mony
- 2011: Little in Common jako Raquel Pacheco (film TV)
- 2011: Mali agenci 4D: Wyścig z czasem jako Rebecca Wilson
- 2015: Moja niewidzialna siostra jako Cleo Eastman (film TV)
- 2018: Pułapka czasu jako Veronica Kiley
- 2019: A World Away jako Jessica
- 2022: Crush jako Paige Evans

### Seriale
- 2010: Dance-A-Lot Robot jako Caitlin
- 2015: Przyjaciółki od czasu do czasu jako Riley Matthews
- 2014 – 2017: Dziewczyna poznaje świat[1] jako Riley Matthews
- 2017 – 2018: Goldbergowie jako Jackie Geary
- 2018 – 2019: Splitting Up Together[1] jako China
- 2020 – 2024: Snowpiercer jako Alexandra[1]